# 石頭溪
石頭溪，是臺灣新北市樹林區的一個地名，位於樹林區南部。以行政區而言，範圍大致包括南園里東部三峽河西岸地區北大半部、東園里不含東北角一小部分、北園里東南端及西南部、柑園里最東端及中部北段。

## 歷史
台灣清治末期至日治初期，石頭溪地區為一街庄，稱為「石頭溪庄」，隸屬於海山堡。該庄昔日為大漢溪中沙洲，西北以大漢溪分流與崙仔庄為界，北以數段大漢溪分流及沙洲地與三塊厝庄為界，東邊及東南邊隔大漢溪主流與頂埔庄、挖仔庄為界，西南邊以大漢溪分流及數段圳溝及沙洲地與桃仔腳庄、溪墘厝庄、樟樹窟庄為界。
1901年（日治明治三十四年）11月，該庄隸屬於桃園廳，編入第十七區。1905年（明治三十八年）7月，第十七區改稱「樹林區」。1920年（大正九年），該庄改制為「石頭溪」大字，隸屬於臺北州海山郡鶯歌庄，大字下有「田尾」、「上石頭溪」、「下石頭溪」、「柑園」小字名。1940年，鶯歌庄升格為鶯歌街。
戰後鶯歌街改制為鶯歌鎮，隸屬於臺北縣，大字亦改制為里。1946年8月，鶯歌、樹林分治，本地區改隸屬新成立的樹林鎮。2010年12月，臺北縣升格為新北市，樹林鎮改制為樹林區。

## 河道變遷
從前大嵙崁溪（大漢溪）至三角湧附近（公館後地區西北部），因地勢低平，河面加寬，形成網狀河道。三峽溪（三峽河與橫溪各自注入大嵙崁溪分流河道，三峽溪於劉厝埔匯入分流，為橫溪匯注點之上游約八百公尺處。其後因河沙堆積，河床日漸昇高，導致分流消退，原本兩溪匯注處之大嵙崁溪分流河道成為三峽溪河道之延伸，因而形成今日三峽溪納橫榽之勢。
由於大漢溪主流河道北移，舊主流及各分流河道淤積成為陸地，使得石頭溪地區與東北、西南鄰近地區均變成陸地相連，而西北側界河變成大漢溪，東南側界河變成三峽河。

## 交通
鄉道北85線（佳園路二段、柑園街一段、佳園路三段）是山佳至溪墘寮的道路，大致以東北－西南走向經過石頭溪地區西部，往東北可前往山佳，往西南轉南可前往三峽市區，後於麻園地區的溪墘寮接上省道台3線（中正路二段）。
鄉道北84線（柑園街一段、二段）是三鶯大橋至東園的道路，大致以橫向經過本地區西段南部及東段北部，往東可經由城柑橋前往土城，往西可前往三鶯大橋（縣道110號）橋頭。